# مايك همبرغر
مايك همبرغر (بالألمانية: Maik Hamburger)‏ هو مؤلف ومترجم ألماني، ولد في 12 فبراير 1931 في شانغهاي في الصين.